# 田中一村終焉の家

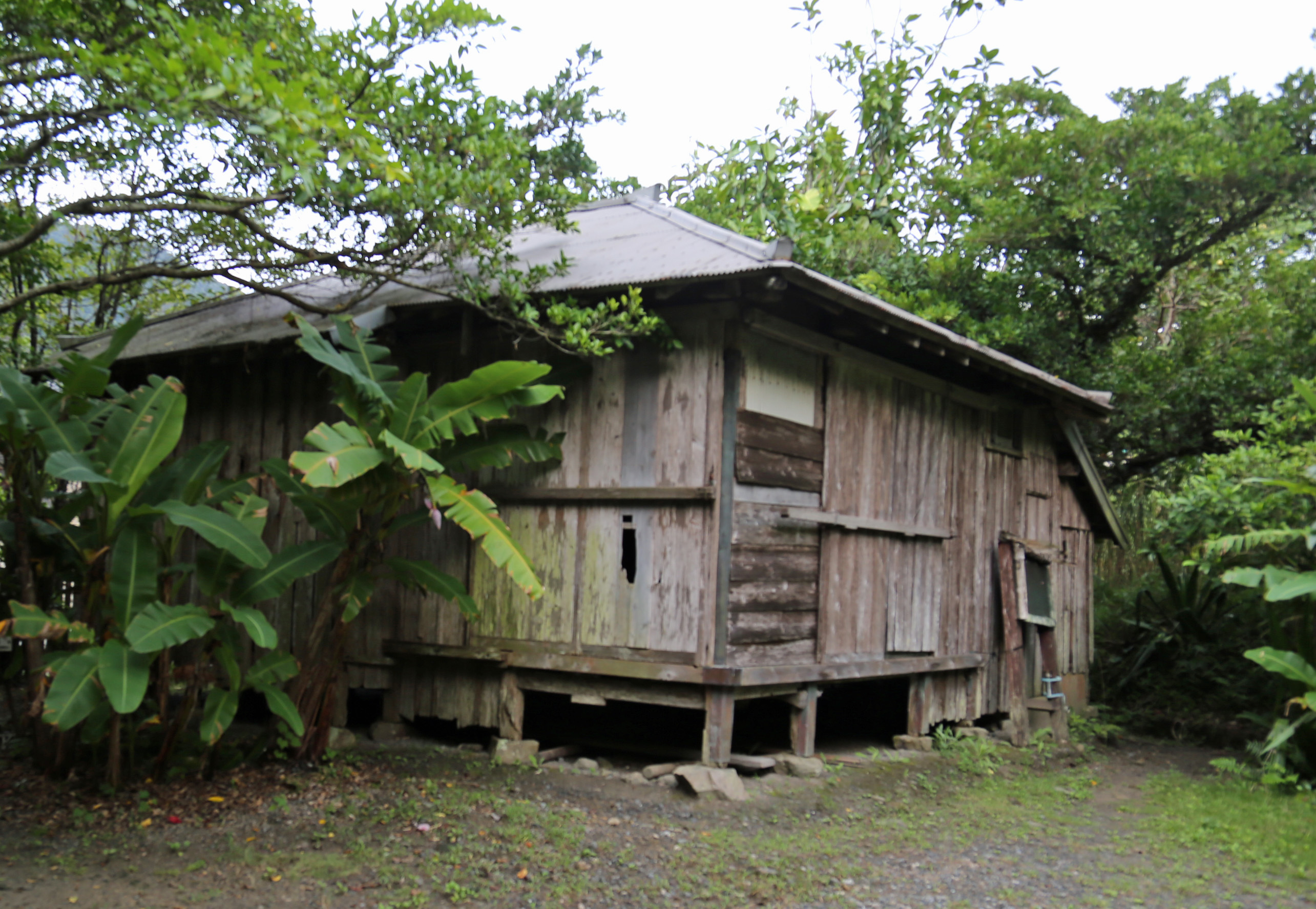
田中一村終焉の家（和光園近くの畑の中(現存地の約2km西)にあったものを移設保存したもので、元々現在の地にあったものではない。）

田中一村終焉の家（たなかいっそんしゅうえんのいえ）は、鹿児島県奄美市名瀬有屋38番地3にある、日本画家の田中一村が最期に過ごした家。

## 概要
田中一村は1908年（明治41年）に栃木県にて生まれ、千葉県で20年間ひたすら写生に没頭した後、奄美の自然に魅了されて1958年（昭和33年）、50歳の時に奄美大島に移住した。大島紬の染色工として働いたり、営農のかたわら亜熱帯特有の動植物を描き続けたが、その独特の世界は生前に認められることはなかった。中央画壇とつながりをもたず、清貧・孤高の生活を続けた田中は、1977年（昭和52年）9月1日、69歳で長年住んだ借家からこの家に移り、新たな創作意欲を燃やし、ここを御殿のようだといって大変喜んでいたが、入居からわずか10日後の9月11日、心臓発作で孤独死した。毎年、命日にはこの場所で地元有志による一村忌が行われる。
家のそばには、田中一村の生涯を記した碑がある。建物は、和光園近くの畑の中にあったものを移設保存したもので、元は現在地にあったものではない。

## 所在地
- 鹿児島県奄美市名瀬有屋町38-3[3][6][4]

## 見学
- 自由、無料[3][6][4]。

## 交通アクセス
- バス:奄美大島空港からしまバスで約45分。有屋入口下車、徒歩約10分[4]。
- 自家用車:奄美大島空港から、車4で約40分[3][6]。名瀬新港から車で約15分[4]。